# Boucles de l'Aulne
La Boucles de l'Aulne, conosciuta in passato come Grand Prix Le Télégramme de Brest e Circuit de l'Aulne, è una corsa in linea maschile di ciclismo su strada che si svolge ogni anno a Châteaulin, in Francia. Dal 2005 fa parte del calendario dell'UCI Europe Tour come prova di classe 1.1.

## Storia
Creata nel 1931 come Grand Prix Le Télégramme de Brest, nel 1933 la corsa venne disputata in due edizioni svoltesi nello stesso giorno. Dal 1935 al 1938 fu corsa su due tappe, con una classifica generale finale. Dopo l'interruzione a causa della guerra, a partire dal 1945 la corsa cambiò denominazione in Circuit de l'Aulne, affermandosi presto come uno dei principali criterium ciclistici francesi. Svoltosi con regolarità ogni anno in settembre, in oltre cinquanta edizioni vide la partecipazione e le vittorie dei più grandi campioni francesi e mondiali, tra cui Jacques Anquetil, Rik Van Looy, Raymond Poulidor, Eddy Merckx, Bernard Hinault (plurivincitore con quattro successi), Laurent Fignon, Miguel Indurain e Laurent Jalabert.
A partire dal 1999 la corsa cambiò nome in Boucles de l'Aulne, venendo riclassificata a livello 1.4 dalla UCI e tornando a essere una corsa in linea a tutti gli effetti. Nel 2005 fu inserita nel calendario dell'UCI Europe Tour come prova di classe 1.1, mentre nel 2006 fu spostata nell'attuale collocazione di calendario (fine maggio/inizio giugno). Dal 2000 al 2005 e nuovamente a partire dal 2011 è parte del calendario della Coppa di Francia.

## Albo d'oro
Aggiornato all'edizione 2025.
| Anno                              | Vincitore                             | Secondo                               | Terzo                                 |
| Grand Prix Le Télégramme de Brest | Grand Prix Le Télégramme de Brest     | Grand Prix Le Télégramme de Brest     | Grand Prix Le Télégramme de Brest     |
| --------------------------------- | ------------------------------------- | ------------------------------------- | ------------------------------------- |
| 1931                              | François Jaffredou                    | Pierre Cloarec                        | Dominique Queriel                     |
| 1932                              | François Favé                         | François Jaffredou                    | Pierre Cloarec                        |
| 1933                              | Pierre Cloarec François Favé          | Roger Gautho Giuseppe Sciardis        | Paul Keravec Germain Nicot            |
| 1934                              | Jean-Marie Goasmat                    | Roger Gautho                          | Jean Colasseau                        |
| 1935                              | Pierre Cloarec                        | Paul Keravec                          | François Favé                         |
| 1936                              | Pierre Cloarec                        | François Lucas                        | Pierre Cogan                          |
| 1937                              | Pierre Cogan                          | Gino Sciardis                         | Pierre-Marie Cloarec                  |
| 1938                              | Pierre Cogan                          | Christophe Taeron                     | Raymond Louviot                       |
| 1939-44                           | non disputato                         | non disputato                         | non disputato                         |
| Circuit de l'Aulne                |                                       |                                       |                                       |
| 1945                              | Sylvère Jezo                          | Jean-Marie Goasmat                    | Jean Robic                            |
| 1946                              | Roger Lambrecht                       | Raymond Scardin                       | Oreste Beghetti                       |
| 1947                              | Guy Butteux                           | Roger Lambrecht                       | André Mahé                            |
| 1948                              | Amand Audaire                         | Eloi Tassin                           | Roger Lévêque                         |
| 1949                              | Louison Bobet                         | Jean-Marie Goasmat                    | André Gall                            |
| 1950                              | Pierre Molinéris                      | Edouard Muller                        | Yvon Nedellec                         |
| 1951                              | Robert Desbats                        | Fernand Picot                         | Georges Gilles                        |
| 1952                              | Rik Van Steenbergen                   | Adolphe Deledda                       | Jacques Dupont                        |
| 1953                              | Louison Bobet                         | Joseph Le Cadet                       | Jacques Anquetil                      |
| 1954                              | Fernand Picot                         | Fritz Schär                           | Maurice Nauleau                       |
| 1955                              | Jacques Dupont                        | Jean Bobet                            | Jean Bourlès                          |
| 1956                              | Valentin Huot                         | Fred De Bruyne                        | André Darrigade                       |
| 1957                              | Amand Audaire                         | Albert Bouvet                         | Valentin Huot                         |
| 1958                              | Gérard Saint                          | Alfred De Bruyne                      | Louison Bobet                         |
| 1959                              | Jean Gainche                          | Louison Bobet                         | Joseph Groussard                      |
| 1960                              | Jean Stablinski                       | Joseph Morvan                         | Jo Velly                              |
| 1961                              | Joseph Morvan                         | Jacques Simon                         | André Darrigade                       |
| 1962                              | Jacques Anquetil                      | Manuel Manzano                        | André Darrigade                       |
| 1963                              | Rik Van Looy                          | Frans Melckenbeeck                    | Rudi Altig                            |
| 1964                              | Rik Van Looy                          | Jean Stablinski                       | Jean Gainche                          |
| 1965                              | Guy Ignolin                           | Jacques Anquetil                      | François Hamon                        |
| 1966                              | Eddy Merckx                           | Felice Gimondi                        | Lucien Aimar                          |
| 1967                              | Raymond Poulidor                      | Roger Pingeon                         | Guy Ignolin                           |
| 1968                              | Jacques Anquetil                      | Raymond Poulidor                      | Felice Gimondi                        |
| 1969                              | Eddy Merckx                           | Eric De Vlaeminck                     | Julien Stevens                        |
| 1970                              | Walter Godefroot                      | Franco Bitossi                        | Eddy Merckx                           |
| 1971                              | Luis Ocaña                            | Herman Van Springel                   | Jean-Claude Daunat                    |
| 1972                              | Cyrille Guimard                       | Walter Godefroot                      | Eddy Merckx                           |
| 1973                              | Roger De Vlaeminck                    | Bernard Thévenet                      | Luis Ocaña                            |
| 1974                              | Herman Van Springel                   | Alain Santy                           | Roger De Vlaeminck                    |
| 1975                              | Eddy Merckx                           | Hennie Kuiper                         | Alain Santy                           |
| 1976                              | Joop Zoetemelk                        | Bernard Thévenet                      | Eddy Merckx                           |
| 1978                              | Bernard Hinault                       | Roger De Vlaeminck                    | Joop Zoetemelk                        |
| 1979                              | Bernard Hinault                       | Walter Godefroot                      | Roger Legeay                          |
| 1980                              | Daniel Willems                        | Bernard Hinault                       | Jacques Bossis                        |
| 1981                              | Bernard Hinault                       | Francesco Moser                       | Gerrie Knetemann                      |
| 1982                              | Francesco Moser                       | Marc Madiot                           | Jacques Bossis                        |
| 1983                              | Laurent Fignon                        | Sean Kelly                            | Robert Alban                          |
| 1984                              | Marc Madiot                           | Bernard Bourreau                      | Gilbert Duclos-Lassalle               |
| 1985                              | Bernard Hinault                       | Marc Madiot                           | Gilbert Duclos-Lassalle               |
| 1987                              | Gilbert Duclos-Lassalle               | Jean-François Bernard                 | Laurent Fignon                        |
| 1988                              | Franck Pineau                         | Dominique Arnaud                      | Yves Bonnamour                        |
| 1989                              | Charly Mottet                         | Greg LeMond                           | Laurent Fignon                        |
| 1990                              | Ronan Pensec                          | Jean-Claude Colotti                   | Greg LeMond                           |
| 1991                              | Jean-François Bernard                 | Gianni Bugno                          | Miguel Indurain                       |
| 1992                              | Miguel Indurain                       | Gilbert Duclos-Lassalle               | Thierry Marie                         |
| 1993                              | Gérard Rué                            | Jean-Claude Colotti                   | Laurent Jalabert                      |
| 1994                              | Richard Virenque                      | Chris Boardman                        | Stéphane Heulot                       |
| 1995                              | Laurent Jalabert                      | Bjarne Riis                           | Eddy Seigneur                         |
| 1996                              | Abraham Olano                         | Richard Virenque                      | Evgenij Berzin                        |
| 1997                              | Laurent Jalabert                      | Richard Virenque                      | Ronan Pensec                          |
| 1998                              | Marco Pantani                         | Luc Leblanc                           | Frank Vandenbroucke                   |
| Boucles de l'Aulne                |                                       |                                       |                                       |
| 1999                              | Claude Lamour                         | Vincent Cali                          | Charles Guilbert                      |
| 2000                              | Walter Bénéteau                       | Patrice Halgand                       | Saulius Ruškys                        |
| 2001                              | Patrice Halgand                       | Marcus Ljungqvist                     | Stéphane Heulot                       |
| 2002                              | Christopher Jenner                    | Olivier Asmaker                       | Christophe Rinero                     |
| 2003                              | Walter Bénéteau                       | Sandy Casar                           | Manu L'Hoir                           |
| 2004                              | Frédéric Finot                        | Alexandre Naulleau                    | Sergej Kruševskij                     |
| 2005                              | non disputato                         | non disputato                         | non disputato                         |
| 2006                              | Johan Coenen                          | Walter Bénéteau                       | Benoît Sinner                         |
| 2007                              | Romain Feillu                         | Saïd Haddou                           | Leonardo Duque                        |
| 2008                              | Romain Feillu                         | Nico Sijmens                          | Christophe Mengin                     |
| 2009                              | Maxime Bouet                          | Anthony Roux                          | Mickaël Larpe                         |
| 2010                              | Jean-Luc Delpech                      | Laurent Pichon                        | Romain Hardy                          |
| 2011                              | Martijn Keizer                        | Anthony Delaplace                     | Anthony Charteau                      |
| 2012                              | Sébastien Hinault                     | Laurent Pichon                        | Romain Feillu                         |
| 2013                              | Matthieu Ladagnous                    | Yannick Martinez                      | Armindo Fonseca                       |
| 2014                              | Alexis Gougeard                       | Rémy Di Grégorio                      | Rudy Kowalski                         |
| 2015                              | Alo Jakin                             | Steven Tronet                         | Laurent Pichon                        |
| 2016                              | Samuel Dumoulin                       | Arthur Vichot                         | Clément Venturini                     |
| 2017                              | Odd Christian Eiking                  | David Gaudu                           | Laurent Pichon                        |
| 2018                              | Kévin Le Cunff                        | Arthur Vichot                         | Guillaume Martin                      |
| 2019                              | Alexis Gougeard                       | Quentin Jauregui                      | Julien El Fares                       |
| 2020                              | annullata per la pandemia di COVID-19 | annullata per la pandemia di COVID-19 | annullata per la pandemia di COVID-19 |
| 2021                              | Stan Dewulf                           | Valentin Madouas                      | Mathieu Burgaudeau                    |
| 2022                              | Idar Andersen                         | Jesús Herrada                         | Stan Dewulf                           |
| 2023                              | Greg Van Avermaet                     | Florian Vermeersch                    | Jon Barrenetxea                       |
| 2024                              | Axel Zingle                           | Alexandre Delettre                    | Mads Würtz Schmidt                    |
| 2025                              | Lewis Askey                           | Benoît Cosnefroy                      | Clément Venturini                     |